# Fondazione Cariplo
La Fondazione Cariplo è una fondazione italiana di origine bancaria che svolge attività filantropiche.

## Storia
La Cassa di Risparmio delle Provincie Lombarde viene creata a Milano il 12 giugno 1823 e per quasi due secoli svolge simultaneamente attività di credito e di beneficenza, con la missione di sostenere l'economia del territorio lombardo e la crescita sociale e culturale della comunità. L'attività benefica era però ancora precedente, essendo partita già il 5 dicembre 1816 con la creazione della Commissione Centrale di Beneficenza di Milano, a opera di sette soci fondatori (conte Diego Guicciardi, conte Alfonso Castiglione, conte Giovanni Pietro Porro, marchese Luigi Malaspina, don Giulio Ottolini, don Carlo Landonio, Odorico Odorici), che aveva lo scopo di dare lavoro ai poveri e provvedere alle classi indigenti della Lombardia con fondi raccolti dalla pubblica beneficenza. Fu proprio la Commissione, successivamente, a creare la Cassa di Risparmio. In memoria delle origini, Fondazione Cariplo ha mantenuto l'anno 1816 nel proprio simbolo.
In seguito al processo di ristrutturazione del sistema creditizio italiano dettato dalla legge n. 218 del 1990, la cosiddetta legge-delega Amato-Carli, l'attività di credito deve essere separata dall'attività di beneficenza e la proprietà dei pacchetti di controllo di numerose banche passa alle appena istituite fondazioni bancarie. Tale processo porta alla nascita il 16 dicembre 1991 della Fondazione Cassa di Risparmio delle Provincie Lombarde, più comunemente chiamata Fondazione Cariplo. La fondazione prosegue l'attività di beneficenza della Cassa di Risparmio delle Provincie Lombarde.
Nel 1997 la fondazione struttura i suoi contributi in base ad una strategia di intervento che richiede agli enti sostenuti di presentare un'idea progettuale.
Nel gennaio 1998 viene completato il processo di separazione tra la fondazione (Fondazione Cariplo) e la banca (Cariplo Spa). Nello stesso anno Cariplo Spa si fonde con il Banco Ambrosiano Veneto e dà luogo a Banca Intesa. Il 31 dicembre 2000 il nome Cariplo sparisce dal mercato bancario e resta in uso per la sola fondazione. Successivamente Banca Intesa promuove varie aggregazioni con la Cassa di Risparmio di Parma e Piacenza, con Banca Popolare FriulAdria, con Banca Commerciale Italiana, per poi unirsi nel 2007 a Sanpaolo IMI e dare vita al gruppo Intesa Sanpaolo. Fondazione Cariplo riceve proventi da ciascuna di queste operazioni finanziarie e arricchisce così il suo patrimonio.
La Fondazione Cariplo nel 1998 avvia un progetto a sostegno delle Fondazioni comunitarie nei capoluoghi delle province lombarde, a Verbania e Novara.

## Organizzazione
L'organizzazione della Fondazione Cariplo è regolamentata da uno statuto entrato in vigore il 16 marzo 2006 e modificato in seguito con approvazione ministeriale del 9 maggio 2007; a esso si aggiungono una serie di regolamenti e un codice etico di comportamento. Tutti i documenti sono raccolti in una sola pubblicazione dall'aprile 2010.
Il consiglio di amministrazione della fondazione resta in carica tre anni ed è composto dal presidente, dai due vicepresidenti e da quattro membri che vengono nominati dalla Commissione Centrale di Beneficenza, che ha invece un mandato di quattro anni (in precedenza erano sei anni). Il presidente della fondazione viene eletto dalla Commissione Centrale di Beneficenza.
La commissione è l’organo di indirizzo della fondazione. È composta da ventotto commissari (in precedenza quaranta): quattordici sono espressione delle comunità del territorio, gli altri quattordici sono personalità "terze" che, offrendo le proprie competenze ed esperienze, contribuiscono al perseguimento di fini istituzionali.

## Attività
Fondazione Cariplo opera nel sostegno, nella promozione e nell'innovazione di progetti di utilità sociale legati all'arte e cultura, all'ambiente, al sociale e alla ricerca scientifica. Ogni anno vengono realizzati mediamente più di 1000 progetti grazie ai contributi a fondo perduto distribuiti mediante bandi, erogazioni emblematiche, territoriali, istituzionali, patrocini, per un valore di circa 150 milioni di euro a stagione.

### Patrimonio
Al 21 giugno 2023 Fondazione Cariplo detiene 961.333.900 azioni ordinarie di Intesa Sanpaolo, pari al 5,258% del totale; tale pacchetto deriva dall'originaria proprietà di buona parte del capitale dell'antica Cassa di Risparmio delle Provincie Lombarde. 
L'attivo contabile della fondazione al 31 dicembre 2022 era di circa 8,081 miliardi di euro.

### Contributi
La Fondazione Cariplo eroga contributi nelle sue aree di intervento principalmente attraverso bandi; alcuni progetti detti "territoriali" sono invece sostenuti extrabando. Inoltre la fondazione può partecipare alla promozione di eventi, manifestazioni e iniziative in linea con le proprie attività concedendo il suo patrocinio, sia oneroso che gratuito.
Il territorio preferenziale d'intervento è rappresentato dalla regione Lombardia e dalle Province piemontesi di Novara e del Verbano-Cusio-Ossola. Per statuto, la Fondazione può concedere contributi unicamente a enti privati senza finalità di lucro (associazioni e fondazioni), cooperative, imprese sociali, enti pubblici ed enti ecclesiastici civilmente riconosciuti. Non vengono erogati contributi a sostegno di partiti politici, di organizzazioni sindacali o di patronato, di associazioni di categoria, di soggetti che svolgono propaganda politica direttamente o indirettamente per influenzare il procedimento legislativo e le campagne elettorali, nonché a sostegno di soggetti che vengono identificati come miranti a limitare la libertà e la dignità dei cittadini o a promuovere forme di discriminazione.

### Progetti
Dal 1991 al 2020 Fondazione Cariplo ha sostenuto 35.600 progetti sul suo territorio di riferimento, inquadrandole in quattro tradizionali ambiti di intervento (arte-cultura, servizi alla persona, ambiente e ricerca scientifica); gli interventi sono così suddivisi:
- 2.298 progetti in ambito ambientale per un totale di 214,1 milioni di euro
- 13.786 progetti in ambito artistico e culturale per un totale di 1.161,2 milioni di euro
- 2.338 progetti in ambito scientifico e tecnologico per un totale di 538,1 milioni di euro
- 17.178 progetti in ambito sociale per un totale di 1.735,2 (di cui 995 progetti per 472,4 milioni di euro di contributi alle Fondazioni di Comunità)

Oltre a ciò, la fondazione promuove direttamente eventi ed alcuni progetti, quali ad esempio Artgate (per la valorizzazione delle proprie collezioni d'arte) e Ricetta QuBi (programma triennale che ha l’obiettivo di contrastare la povertà dei bambini e delle famiglie a Milano, promuovendo la collaborazione tra le istituzioni pubbliche e il terzo settore)
La Fondazione Cariplo ha creato e sostiene anche alcune fondazioni "specializzate":
- Fondazione ISMU (Fondazione per le Iniziative e lo Studio sulla multietnicità), nata come istituto della Fondazione Cariplo nel 1991 e diventa fondazione nel 1993
- Fondazione Giordano Dell'Amore, creata a Milano da Giordano Dell'Amore, insieme alla Fondazione CRT, nel 1967 per il sostegno ai paesi africani (il nome originario era Finafrica), dal 2017 si è fusa con Fondazione Opere Sociali e ha mutato denominazione in "Fondazione Social Ventures Giordano Dell’Amore", focalizzandosi nella promozione della cultura dell’impact investing e dell’innovazione sociale
- Fondazione Housing Sociale (FHS) creata nel 2004
- Fondazione Minoprio (Fondazione “Centro Lombardo per l'incremento della Floro-Orto-Frutticoltura-Scuola di Minoprio")
- Fondazione Opere Sociali Cassa di Risparmio delle Province Lombarde creata nel 1965 a sostegno degli anziani e della formazione scolastica giovanile.
- Fondazioni comunitarie (o fondazioni di comunità). Le fondazioni comunitarie hanno sede in ognuno dei capoluoghi della Lombardia, nonché a Novara e Verbania; sono sostenute dalla Fondazione Cariplo e si impegnano a raccogliere donazioni all'interno delle loro province. Il modello ricalca quello statunitense della Community Foundations[3].
  - Fondazione della provincia di Lecco Onlus, dal 1999
  - Fondazione Provinciale della Comunità Comasca Onlus, dal 1999
  - Fondazione della Comunità della Provincia di Mantova Onlus, dal 2000
  - Fondazione della Comunità del Novarese Onlus, dal 2000
  - Fondazione della Comunità Bergamasca Onlus, dal 2000
  - Fondazione della Comunità di Monza e Brianza Onlus, dal 2000
  - Fondazione Comunitaria della Provincia di Cremona Onlus, dal 2001
  - Fondazione della Comunità del Varesotto Onlus, dal 2002
  - Fondazione della Comunità Bresciana Onlus, dal 2002
  - Fondazione Comunitaria della Provincia di Pavia Onlus, dal 2002
  - Fondazione Pro Valtellina - Sondrio, dal 2002
  - Fondazione Comunitaria della Provincia di Lodi Onlus, dal 2002
  - Fondazione Comunitaria del Ticino Olona, dal 2006
  - Fondazione Comunitaria del Verbano Cusio Ossola, dal 2006
  - Fondazione Comunitaria Nord Milano, dal 2006
  - Fondazione Comunitaria Milano, dal 2019

### Network
La Fondazione Cariplo è membro dell'ACRI - Associazione di Fondazioni e di Casse di Risparmio Spa, dell'EFC (European Foundation Centre), del TCFN (Transatlantic Community Foundation Network) e IID (Istituto Italiano della Donazione).